# Matrioszka (singel)
Matrioszka – singel polskiej influencerki Zusje, który został wydany 5 maja 2023.
Nagranie otrzymało w Polsce status złotej płyty 6 września 2023.
17 listopada 2023 singel został nagrany również w wersji akustycznej. Nagranie jest dostępne jedynie na platformie YouTube.

## Nagrywanie
Utwór został wyprodukowany przez CrackHouse, w składzie którego znajduje się Hellfield oraz Divix. Za mix/mastering oraz realizację utworu odpowiada Dawid „Divix” Łopatowski. Tekst piosenki napisany został przez Kamilę Smogulecką, Dawida Mazura, Dawida Szymańskiego oraz Michała Włodarskiego.

## Twórcy
Opracowane na podstawie Apple Music oraz Genius.
- Zusje – wokal, tekst
- Dawid „Divix” Łopatowski – mix/mastering, realizacja, kompozycja, produkcja
- Michał „Hellfield” Kacprzak – kompozycja, produkcja
- Dawid Mazur – tekst
- Dawid Szymański – tekst
- Michał „Vłodarski” Włodarski – tekst

## Teledysk
Do utworu powstał teledysk, który udostępniono 5 maja 2023 za pośrednictwem serwisu YouTube.

## Lista utworów
- Digital download[1]

1. „Matrioszka” – 2:47

## Notowania[7]
| Kraj            | Lista                | Pozycja |
| --------------- | -------------------- | ------- |
| Wielka Brytania | AirPlay: All FM      | 41      |
| Polska          | Spotify: Viral Songs | 34      |
| Polska          | iTunes: All Genres   | 21      |
| Bułgaria        | iTunes: All Genres   | 4       |
| Węgry           | iTunes: All Genres   | 12      |
| Kazachstan      | iTunes: All Genres   | 32      |
| Słowacja        | iTunes: All Genres   | 16      |
| Czechy          | iTunes: All Genres   | 53      |

## Certyfikat i sprzedaż
| Kraj          | Certyfikat  | Sprzedaż | Data przyznania |
| ------------- | ----------- | -------- | --------------- |
| Polska (ZPAV) | złota płyta | 25 000+  | 6 września 2023 |